# S-Share
Als China S-Shares bezeichnet man die an der Börse Singapur notierten Aktien chinesischer Unternehmen. 
Der Begriff steht im Bezug zu den im Inland notierten Aktiengattungen A-Shares und B-Shares. Zudem sind auch viele chinesische Aktiengesellschaften an der Börse von Hong Kong gelistet. Aufgrund dieser Tatsache hat sich der Name H-Shares oder H-Aktien für die in Hong Kong notierten Gesellschaften entwickelt. Einen ähnlichen Sachverhalt findet man in Singapur, wo ebenfalls mehr als 100 chinesische Unternehmen an der dort ansässigen Börse notiert sind. Somit hat sich für diese Gesellschaften analog die Bezeichnung S-Shares herausgebildet. Die 50 größten Unternehmen der sogenannten S-Shares werden seitens des Indexanbieters FTSE Group im FTSE ST China Index zusammengefasst.
Aufgrund regulatorischer Besonderheiten der chinesischen Regierung weisen die Notierungen chinesischer Aktiengesellschaften derzeit einige Besonderheiten auf. Chinesischen Investoren sind einige Investitionsbeschränkungen auferlegt, weshalb diesen lediglich die inländischen Börsen (Shenzhen und Shanghai) für ein Investment zur Verfügung stehen. Hierdurch kommt es zu Bewertungsaufschlägen der erwähnten A- und B-Aktien im Vergleich zu den H- und in besonderem Maße im Vergleich zu den S-Shares. In letzter Zeit ist jedoch ein Trend zur Lockerung der Investitionsbeschränkungen zu erkennen, wodurch auch Inländern zunehmend die Möglichkeit gegeben wird in die niedriger bewerteten chinesischen Aktien im Ausland zu investieren. 

## Die zehn größten in Singapur gelisteten chinesischen Unternehmen
Stand: Januar 2008
| Nr. | Unternehmen                            | Branche            |
| --- | -------------------------------------- | ------------------ |
| 1   | Yangzijiang Shipbuildings Holdings Ltd | Transport          |
| 2   | China Hongxing Sports Ltd              | Kleidung           |
| 3   | Synear Food Holdings Ltd               | Nahrung            |
| 4   | China Xlx Fertiliser Ltd               | Spezialchemie      |
| 5   | China Milk Products Group Ltd          | Agrarproduktion    |
| 6   | China Energy Ltd                       | Spezialchemie      |
| 7   | Fibrechem Technologies Ltd             | Agrarchemie        |
| 8   | Bio-Treat Technology Ltd               | Industriemaschinen |
| 9   | China Sky Chemical Fibre Company Ltd   | Kleidung & Luxus   |
| 10  | Epure International Ltd                | Abfallwirtschaft   |